# Trichomanes holopterum
Trichomanes holopterum là một loài thực vật có mạch trong họ Hymenophyllaceae. Loài này được Kunze miêu tả khoa học đầu tiên năm 1845.